# Archaeophya
Archaeophya är ett släkte av trollsländor. Archaeophya ingår i familjen skimmertrollsländor.
Kladogram enligt Catalogue of Life:
| Archaeophya | \| \| Archaeophya adamsi \| \| \| \| \| \| Archaeophya magnifica \| \| \| \| |
|             | \| \| Archaeophya adamsi \| \| \| \| \| \| Archaeophya magnifica \| \| \| \| |
|             | Archaeophya adamsi                                                           |
|             |                                                                              |
|             | Archaeophya magnifica                                                        |
|             |                                                                              |